# Кролевецька міська рада
Кролеве́цька міська́ ра́да — орган місцевого самоврядування у Кролевецькому районі Сумської області. Адміністративний центр — місто Кролевець.

## Загальні відомості
- Населення громади:: 27 106 осіб (станом на 01 січня 2018 року)
- Населення Кролевець: 25 103 осіб
- Населення Грузьке: 881 осіб
- Населення Реутинці: 996 осіб

## Населені пункти
Кролевецькій об’єднаній територіальній громаді підпорядковані населені пункти:
- м. Кролевець
- с. Грузьке
- с. Реутинці
- с. Мостище
- с. Тарасівка
- с. Грибаньове
- с. Ніжинське
- с. Артюхове
- с. Боцманів

## Склад ради
Рада складається з 36 депутатів та голови.
- Голова ради: Бобровицький Олександр Михайлович
- Секретар ради: Рекуха Олена Володимирівна

### Керівний склад попередніх скликань
| Прізвище, ім'я, по батькові       | Основні відомості                                               | Дата обрання | Дата звільнення            |
| --------------------------------- | --------------------------------------------------------------- | ------------ | -------------------------- |
| Бобровицький Олександр Михайлович | Міський голова, 1977 року народження,                           | 2015         | - Опис1 - Опис2 </gallery> |
| Ковтун Сергій Володимирович       | Міський голова, 1955 року народження, освіта вища, безпартійний | 31.10.2010   |                            |

Примітка: таблиця складена за даними сайту Верховної Ради України

### Депутати
За результатами місцевих виборів 2010 року депутатами ради стали:

#### За суб'єктами висування
| Суб'єкт висування                                       | Кількість обраних депутатів | %    |
| ------------------------------------------------------- | --------------------------- | ---- |
| Партія регіонів                                         | 8                           | 22,2 |
| Політична партія Всеукраїнське об'єднання «Батьківщина» | 8                           | 22,2 |
| Політична партія «Фронт Змін»                           | 7                           | 19,4 |
| Політична партія «Сильна Україна»                       | 6                           | 16,7 |
| Комуністична партія України                             | 2                           | 5,6  |
| Народна партія                                          | 2                           | 5,6  |
| Партія захисників Вітчизни                              | 2                           | 5,6  |
| Соціалістична партія України                            | 1                           | 2,8  |

#### За округами
| № округу                                                | Прізвище, ім'я, по батькові          | Дата визнання обраним | Освіта  | Партійна приналежність                        | Відомості про обраного депутата                                   |
| ------------------------------------------------------- | ------------------------------------ | --------------------- | ------- | --------------------------------------------- | ----------------------------------------------------------------- |
| Комуністична партія України                             |                                      |                       |         |                                               |                                                                   |
| б/м                                                     | Захарченко Валерій Вікторович        | 04.11.2010            | середня | член Комуністичної партії України             | підприємець                                                       |
| б/м                                                     | Хомич Григорій Іванович              | 04.11.2010            | вища    | член Комуністичної партії України             | пенсіонер                                                         |
| Народна Партія                                          |                                      |                       |         |                                               |                                                                   |
| б/м                                                     | Чернявський Микола Михайлович        | 04.11.2010            | середня | позапартійний                                 | Кролевецька Свято-Успенська церква, настоятель                    |
| 10                                                      | Гуменюк Ігор Олександрович           | 04.11.2010            | вища    | член Народної партії                          | Кролевецький районний будинок культури, культорганізатор          |
| Партія захисників Вітчизни                              |                                      |                       |         |                                               |                                                                   |
| б/м                                                     | Єфименко Володимир Миколайович       | 04.11.2010            | вища    | член Партії захисників Вітчизни               | підприємець                                                       |
| 12                                                      | Булах Володимир Миколайович          | 04.11.2010            | вища    | член Партії захисників Вітчизни               | підприємець                                                       |
| Партія регіонів                                         |                                      |                       |         |                                               |                                                                   |
| б/м                                                     | Якущенко Інна Дмитрівна              | 04.11.2010            | вища    | член Партії регіонів                          | Будинок дітей та юнацтва, методист                                |
| б/м                                                     | Щасливий Сергій Миколайович          | 04.11.2010            | вища    | позапартійний                                 | Глухівський НПУ, викладач-асистент                                |
| б/м                                                     | Гречаниченко Олександр Володимирович | 04.11.2010            | вища    | член Партії регіонів                          | Кролевецька ЦРЛ, лікар-хірург                                     |
| б/м                                                     | Наумов Олександр Костянтинович       | 04.11.2010            | вища    | член Партії регіонів                          | приватний підприємець                                             |
| 4                                                       | Лехман Віктор Григорович             | 04.11.2010            | вища    | член Партії регіонів                          | підприємець                                                       |
| 5                                                       | Пономаренко Сергій Степанович        | 04.11.2010            | вища    | член Партії регіонів                          | Кролевецький цех УЕГГ, начальник                                  |
| 7                                                       | Міщенко Віктор Іванович              | 04.11.2010            | вища    | позапартійний                                 | будинок-інтернат для престарілих, директор                        |
| 18                                                      | Бондаренко Любов Григорівна          | 04.11.2010            | вища    | позапартійна                                  | ДНЗ № 7, завідувачка                                              |
| Політична партія Всеукраїнське об'єднання «Батьківщина» |                                      |                       |         |                                               |                                                                   |
| б/м                                                     | Душкіна Оксана Григорівна            | 04.11.2010            | вища    | член Всеукраїнського об'єднання «Батьківщина» | Кролевецька міська рада, секретар                                 |
| б/м                                                     | Дурицький Олександр Олександрович    | 04.11.2010            | вища    | член Всеукраїнського об'єднання «Батьківщина» | Дільниця лісонасаджень залізничного транспорту, майстер           |
| б/м                                                     | Коваленко Ганна Володимирівна        | 04.11.2010            | вища    | член Всеукраїнського об'єднання «Батьківщина» | приватний підприємець                                             |
| б/м                                                     | Жабко Анатолій Романович             | 04.11.2010            | вища    | член Всеукраїнського об'єднання «Батьківщина» | Міське комунальне підприємство «Здоров'я», директор               |
| 2                                                       | Бобровицький Олександр Михайлович    | 04.11.2010            | вища    | член Всеукраїнського об'єднання «Батьківщина» | підприємець                                                       |
| 8                                                       | Оболонська Надія Іванівна            | 04.11.2010            | вища    | позапартійна                                  | Кролевецька міська рада, заступник голови                         |
| 11                                                      | Борисенко Сергій Іванович            | 04.11.2010            | вища    | член Всеукраїнського об'єднання «Батьківщина» | Кролевецька ЖКК, юрист-консульт                                   |
| 15                                                      | Марченко Віктор Олександрович        | 04.11.2010            | середня | член Всеукраїнського об'єднання «Батьківщина» | пенсіонер                                                         |
| Політична партія «Сильна Україна»                       |                                      |                       |         |                                               |                                                                   |
| б/м                                                     | Велесь Володимир Дмитрович           | 04.11.2010            | вища    | член Політичної партії «Сильна Україна»       | приватний підприємець                                             |
| б/м                                                     | Усенко Федір Іванович                | 04.11.2010            | вища    | член Політичної партії «Сильна Україна»       | Кролевецька РДА, начальник відділу                                |
| б/м                                                     | Пугач Світлана Володимирівна         | 04.11.2010            | вища    | член Політичної партії «Сильна Україна»       | Кролевецька ЦРЛ, інженер ОП                                       |
| 1                                                       | Побивайло Людмила Василівна          | 04.11.2010            | вища    | член Політичної партії «Сильна Україна»       | Кролевецька ЦРЛ, заступник головного лікаря                       |
| 6                                                       | Анцибор Олексій Віталійович          | 04.11.2010            | вища    | позапартійний                                 | Кролевецька РДА, головний архітектор району                       |
| 17                                                      | Фаль Олексій Миколайович             | 04.11.2010            | вища    | член Політичної партії «Сильна Україна»       | підприємець                                                       |
| Політична партія «Фронт Змін»                           |                                      |                       |         |                                               |                                                                   |
| б/м                                                     | Денисенко Наталія Володимирівна      | 04.11.2010            | вища    | член Політичної партії «Фронт Змін»           | Кролевецька РДА, начальник відділу                                |
| б/м                                                     | Крупник Вікторія Анатоліївна         | 04.11.2010            | вища    | член Політичної партії «Фронт Змін»           | Кролевецький районний відділ Сумської РФДП «Центр ДЗК», начальник |
| б/м                                                     | Балашов Володимир Миколайович        | 04.11.2010            | вища    | член Політичної партії «Фронт Змін»           | ТОВ «Армапром», програміст                                        |
| 3                                                       | Онікієнко Світлана Степанівна        | 04.11.2010            | вища    | позапартійна                                  | загальноосвітня школа № 3, директор                               |
| 13                                                      | Ковальов Дмитро Вікторович           | 04.11.2010            | вища    | член Політичної партії «Фронт Змін»           | Кролевецька РДА, начальник відділу                                |
| 14                                                      | Кот Микола Михайлович                | 04.11.2010            | середня | член Політичної партії «Фронт Змін»           | підприємець                                                       |
| 16                                                      | Петрикей Ігор Миколайович            | 04.11.2010            | вища    | член Політичної партії «Фронт Змін»           | голова правління-корпорація «Холод»                               |
| Соціалістична партія України                            |                                      |                       |         |                                               |                                                                   |
| 9                                                       | Грабчук Ірина Степанівна             | 04.11.2010            | вища    | член Соціалістичної партії України            | Кролевецька дитяча школа мистецтв, директор                       |